# Sui monti con Annette
Sui monti con Annette (アルプス物語 わたしのアンネット?, Arupusu monogatari Watashi no Annetto, lett. "Storia delle Alpi - La mia Annette") è una serie animata giapponese in 48 episodi prodotta dalla Nippon Animation, che fa parte del World Masterpiece Theater. È stata trasmessa in Giappone dal 9 gennaio al 25 dicembre 1983 sul network Fuji TV e in Italia su Italia 1 nel 1985.
La serie è tratta dal libro per ragazzi Tesori tra la neve (Treasures of the snow) del 1950 di Patricia Saint John.

## Trama
Annette Barniel è una bambina che vive con il padre Pierre e la madre Francine nella Svizzera francese a Rossinière, un paesino di montagna. La famiglia ha rapporti molto stretti con quella del piccolo Lucien, amico fraterno di Annette, che abita con la madre e Marie, la sorella sedicenne. L'infanzia di Annette subisce una svolta quando ha sette anni e Francine muore dando alla luce il suo fratello minore Dany; la bambina comincia a sostituire la madre nei lavori di casa e si occupa della crescita di Dany, con cui sviluppa un rapporto quasi materno. Pur non lamentandosi Annette fa molta fatica, arrivando a lasciare la scuola per occuparsi di Dany, per cui il padre invita a vivere von loro l'anziana zia Claude, che si inserisce bene nella famiglia diventando una seconda madre per Annette.
5 anni dopo, Annette ha 12 anni e continua ad essere fortemente legata a Dany e Lucien. Poco prima del compleanno di Annette, lei e Lucien hanno un diverbio durante il quale il bambino accidentalmente le rompe uno specchietto regalatole da Claude. Per farsi perdonare Lucien intaglia nel legno un ciondolo per l'amica e un animaletto per Dany, con l'intenzione di fare il regalo ad Annette per il suo imminente compleanno; parlando con Dany della sua intenzione, il piccolo gli rivela però che Annette è ancora arrabbiata con lui e non intende invitarlo alla sua festa. Lucien ci rimane male e inizia a litigare con Dany, cercando di strappargli di mano la statuetta che gli ha appena donato. Poi afferra Klaus, l'ermellino domestico del bambino, e minaccia di gettarlo in un dirupo, ma perde la presa facendolo cadere davvero. Nel tentativo di recuperarlo, anche Dany precipita; sopravvive fortuitamente, ma si frattura gravemente una gamba rimanendo zoppo.
Lucien si trova isolato dai paesani, che lo accusano di aver rovinato Dany, e si chiude in sé stesso tormentato dai sensi di colpa. Gli unici a rimanergli vicino sono la madre, la sorella e il padre di Annette, il quale cerca inutilmente di convincere la figlia a perdonarlo. Lucien arriva a meditare il suicidio e cerca di riallacciare i rapporti con Dany, in quanto Annette lo odia. Fondamentale è l'incontro del ragazzino con il vecchio eremita Peguin, abile intagliatore di legno che gli insegna i trucchi del mestiere trattandolo con grande affetto. Lucien passa una settimana a costruire una piccola costruzione da regalare a Dany per scusarsi ma, quando si presenta per consegnargliela, Annette la distrugge e lo scaccia malamente.
Al termine dell'estate nella scuola del paese viene bandito un concorso per il manufatto più bello tra quelli realizzati tra gli studenti. Annette fabbrica un maglione per Dany, mentre Lucien un cavallo di legno, a sua volta con l'intenzione di regalarlo al bambino. La vigilia della gara Annette passa vicino alla casa di Lucien e vede il cavallo di legno lasciato ad asciugare; resasi conto che si aggiudicherà il primo premio, spinta dal rancore lo distrugge. Ciò sconvolge Lucien e Annette si rende conto della gravità del suo gesto. 
La ragazzina vince il primo premio, ma è consumata dalla vergogna per quello che ha fatto, rendendosi conto di aver compiuto un gesto ingiustificabile rompendo il cavallo di legno per ferire appositamente Lucien, il quale invece non intendeva fare del male a Dany. Lucien, invece, ha intuito che la responsabile è Annette, ma non lo dice a nessuno perché spera ancora di riappacificarsi con lei.
L'accaduto porta un lento riavvicinamento tra Annette e Lucien, nonostante il legame sia irrimediabilmente segnato dal ferimento di Dany. Marie, la sorella di Lucien, lavora come cameriera nella città di Montreux e un giorno scopre che nell'albergo in cui presta servizio è ospite un celebre ortopedico dai metodi alquanto innovativi, il Dottor Givette. Lucien, sfidando una tempesta di neve che lo porta quasi ad assiderare, riesce a raggiungere l'hotel prima che il dottore parta, pregandolo di occuparsi di Dany. Il bambino viene operato pochi mesi dopo e riacquista la piena capacità di camminare, permettendo la pacificazione tra Annette e Lucien.

## Personaggi
Annette Barniel
Doppiata da Keiko Han (originale), Rossella Acerbo (italiano).
Una bambina di 12 anni che ha perso la madre 5 anni prima. Nutre un profondo affetto per il fratello minore Dany, il cui ferimento scatena in lei un forte odio verso il suo amico Lucien, responsabile dell'accaduto. Dopo essersi resa conto della gravità delle proprie azioni viene tormentata dal rimorso, trovando la pace dopo essersi confessata a Lucien. Riallaccia in definitiva i rapporti con lui dopo la guarigione di Dany.
Francine Barniel
La madre di Annette, è dolce ma anche severa nei confronti della figlia, specialmente quando fa le scale di corsa e dimostra altri atteggiamenti da maschiaccio. Muore dando alla luce il secondogenito Dany.
"Dany" Daniel Barniel
Doppiato da Miyuki Moroi (originale), Rita Baldini (italiano)
Fratello minore di Annette; sua madre è morta dandolo alla luce e ha un rapporto profondamente affettivo con la sorella maggiore Annette. Il suo compagno di giochi è un piccolo ermellino di nome Klaus; a 5 anni, durante un litigio con Lucien, cade da un dirupo e rimane zoppo. L'evento scatena un odio profondo in Annette nei confronti di Lucien, che accusa dell'accaduto. Alla fine della storia riesce a guarire dopo essere stato operato.
Pierre Barniel
Doppiato da Kobayashi Osamu (originale), Andrea Lala (italiano)
Padre di Annette e di Dany, è un agricoltore che in estate gestisce anche un piccolo caseificio. È un uomo buono e gentile che riconosce la sofferenza di Lucien dopo l'accaduto di Dany, portandolo a cercare inutilmente di convincere Annette a fare pace con lui.
Zia Claude
Doppiata da Teru Numanami (originale), Franca Dominici (italiano)
Zia di Pierre, va ad abitare con la famiglia Barniel dopo la morte della madre di Annette per occuparsi dei lavori domestici e del neonato Dany, permettendo ad Annette di ricominciare ad andare a scuola. Si inserisce bene nella famiglia, fornendo consigli a Pierre e ai pronipoti.
Lucien Morail
Doppiato da Eiko Yamada (originale), Julian Olivieri Orioles (italiano)
Amico fraterno di Annette fin dall'infanzia, al contrario dell'amica ha un carattere dolce e introverso. Non si impegna particolarmente nella scuola, preferendo dedicarsi all'intagliamento del legno per creare statuette. Resta devastato dall'incidente di Dany, che lo porta a isolarsi da tutti in preda ai sensi di colpa. Alla fine della storia riesce a riscattarsi contattando un famoso ortopedico a rischio della vita, così da curare Dany e riallacciare i rapporti con Annette.
Sig. ra Morail
La madre vedova di Lucien e Marie, incita il figlio a impegnarsi nello studio e nei lavori in fattoria. Nonostante spesso sia severa con lui, sa confortarlo e stargli vicino dopo l'incidente di Dany riconoscendo il suo sincero pentimento.
Marie Morail
Sorella maggiore di Lucien, lavora come cameriera in un albergo e di tanto in tanto va a trovare la madre ed il fratello. Nonostante la sua dolcezza, non esita a punire anche fisicamente Lucien quando si comporta male. Si sposa alla fine della storia.
Jean
Un compagno di Lucien che si comporta alternativamente con lui in modo amichevole o prepotente, ragion per cui Annette non lo vede di buon occhio e in alcune occasioni lo aggredisce. Mostra il suo lato buono con Dany, aiutandolo a spostarsi durante il suo periodo di zoppia.
Franz
Un compagno di classe tedesco dei protagonisti, che riesce ad ambientarsi nel paese in cui si è trasferito grazie ai compagni. È molto diligente e studioso; viene costretto a trasferirsi, ma si incontra nuovamente con Lucien e Annette quando i due ragazzi vanno a trovare Dany in ospedale in un'altra città.
Cristine
Doppiata da Harumi Iizuka (originale), Barbara De Bortoli (italiano)
Una delle migliori amiche di Annette.
Sig. Nicholas
Doppiato da Kan Tokumaru (originale), Guido De Salvi (italiano)
È il maestro di scuola di Annette e dei suoi amici. Sa essere comprensivo con i suoi studenti, arrivando persino a tentare di risolvere i loro problemi personali mediante buoni consigli, ma all'occorrenza diventa anche severo.
Pegin
Doppiato da Iwao Kinshirou (originale), Gino Donato (italiano)
È un uomo anziano che vive come un eremita in una capanna nella foresta. In gioventù, dopo essersi sposato, si è lasciato corrompere dalle cattive compagnie diventando un giocatore d'azzardo ed un ubriacone e per questo, venendo rifiutato in tutti i posti di lavoro, è stato costretto a rubare del danaro nella banca dove lavorava, finendo in carcere. Dopo tanti anni di prigionia, ha saputo che la moglie è morta e non ha avuto più contatti con i figli. Prende Lucien sotto la sua ala durante il periodo di crisi del ragazzo, insegnandogli a perfezionare le sue capacità di intagliare il legno. Alla fine della storia il dott. Givette, il famoso ortopedico che opererà con successo Dany, riconosce in lui suo padre.

## Sigle
Sigla iniziale giapponese
Annette no aoi sora (アンネットの青い空?, Annetto no aoi sora, lett. "Il cielo blu di Annette") è interpretata da Keiko Han.
Sigla finale giapponese
Edelweiss no Shiroi Hana (エーデルワイスの白い花?, Ēderuwaisu no shiroi hana, lett. "Il fiore bianco Edelweiss") è interpretata da Keiko Han.
Sigla iniziale e finale italiana
Là sui monti con Annette, musica e arrangiamento di Giordano Bruno Martelli, testo di Alessandra Valeri Manera, è interpretata da Cristina D'Avena.
Sigla iniziale e finale spagnola
Las montañas de Ana, musica e arrangiamento di Giordano Bruno Martelli, è interpretata da Soledad Pilar Santos.
Sigla iniziale e finale francese
Dans les Alpes avec Annette, musica e arrangiamento di Giordano Bruno Martelli, è interpretata da Valérie Barouille.
Sigla iniziale e finale tedesca
Die Kinder vom Berghof, musica e arrangiamento di Giordano Bruno Martelli, è interpretata da Erika Bruhn.

## Distribuzione

### Edizione italiana
L'edizione italiana della serie è stata trasmessa su Italia 1 dal 25 febbraio 1985 all'interno del programma Bim Bum Bam. Successivamente è stata replicata numerose volte dalla stessa Italia 1 oltre che da altri canali Mediaset quali Italia Teen Television, Boing e Hiro.

### Edizioni home video
In Italia la serie è stata pubblicata in DVD nel 2007 dalla Dynit in 8 volumi.

### Doppiaggio
Il doppiaggio italiano è stato eseguito presso lo studio Mops Film sotto la direzione di Willy Moser.
| Personaggi         | Voce giapponese | Voce italiana           |
| ------------------ | --------------- | ----------------------- |
| Annette Barniel    | Keiko Han       | Rossella Acerbo         |
| Dany Barniel       | Miyuki Muroi    | Rita Baldini            |
| Zia Claude Barniel | Teru Numanami   | Franca Dominici         |
| Francine Barniel   | Eiko Masuyama   | Cristina Grado          |
| Pierre Barniel     | Osamu Kobayashi | Andrea Lala             |
| Lucien Morel       | Eiko Yamada     | Julian Olivieri Orioles |
| Sig.ra Morel       | Tomie Kataoka   | Michetta Farinelli      |
| Marie Morel        | Rihoko Yoshida  | Susanna Fassetta        |
| Peguin             | Iwao Kinshirou  | Gino Donato             |
| Cristine           | Harumi Iizuka   | Barbara De Bortoli      |
| Maestro Nicholas   | Kan Tokumaru    | Guido De Salvi          |
| Elizabeth          | Yōko Asagami    | Daniela Caroli          |
| Jean               | Kazuyo Aoki     | Corrado Conforti        |
| Jack               |                 | Rosalinda Galli         |
| Franz              |                 | Massimiliano Manfredi   |
| Dott. Givette      |                 | Gino La Monica          |
| Sig.ra Givette     |                 | Cristina Grado          |
| Dottore di Losanna |                 | Diego Michelotti        |
| Voce narrante      | Yukiko Riba     | Mariù Safier            |

## Episodi
| Nº | Titolo italiano Giapponese 「Kanji」 - Rōmaji - Traduzione letterale | In onda           | In onda |
| Nº | Titolo italiano Giapponese 「Kanji」 - Rōmaji - Traduzione letterale | Giapponese        |         |
| 1  | I ragazzi delle Alpi 「アンネットとルシエン」 - annetto to rushien – "Annette e Lucien" | 9 gennaio 1983    |         |
| 1  | In Svizzera, a fine 1904, nel piccolo villaggio di Rossinière vive la famiglia Barniel, composta da Pierre (il padre), Francine (la madre), Annette (la figlia) e il cane Peypel. Annette, la protagonista del cartone, è molto emozionata per la prossima nascita del fratellino e, nell'attesa, trascorre il suo tempo con Lucien, il suo migliore amico. |                   |         |
| 2  | La Gara di slitta 「ソリ競争の日に」 - sori kyousou no nichi ni – "Nel giorno della gara di slitta" | 16 gennaio 1983   |         |
| 2  | Ogni anno il maestro della scuola di Rossinière organizza una gara di slitta aperta agli alunni. È un momento di grande emozione per tutti i bambini, che si preparano con allegria all'avvenimento. Annette è sicura di vincere, ma questa volta Lucien non ha intenzione di cederle il passo! |                   |         |
| 3  | Un fratellino in arrivo 「愛と悲しみと」 - ai to kanashimi to – "Amore e tristezza" | 23 gennaio 1983   |         |
| 3  | La notte di Natale, Francine, la madre di Annette, dà alla luce un bambino: Dany. Purtroppo il lieto evento è seguito da un fatto tragico: Francine muore dopo il parto. |                   |         |
| 4  | Nuove responsabilità 「おかあさんになったアンネット」 - okaasanninatta annetto – "Annette che è diventata mamma" | 30 gennaio 1983   |         |
| 4  | Ancora sconvolta dalla morte della madre, Annette fa il possibile per occuparsi del fratellino e della gestione della casa, ma deve andare a scuola e per la bimba diventa tutto troppo faticoso. Pierre, il padre di Annette, è costretto a chiedere aiuto a zia Claude invitandola a trasferirsi a casa Barniele. |                   |         |
| 5  | Un ospite importante 「あたらしい家族」 - atarashii kazoku – "Una nuova famiglia" | 6 febbraio 1983   |         |
| 5  | La zia Claude si stabilisce a casa Barniele. Chiamata da papà Pierre a Rossinière per prendersi cura di Annette e del neonato Dany, l'anziana signora dimostrerà subito un carattere forte ma dolce ed in breve conquisterà il cuore della piccola Annette e del suo fratellino. |                   |         |
| 6  | Al pascolo 「牧場にて」 - bokujou nite – "Al pascolo" | 13 febbraio 1983  |         |
| 6  | Pierre decide di condurre con sé Annette e Lucien nei pascoli di montagna, dove è solito portare le mucche d'estate. I bambini sono al colmo della gioia: è la prima volta che vanno in montagna. |                   |         |
| 7  | Facciamo il formaggio 「チーズを作ろう」 - chizu wo tsukuro u – "Facciamo il formaggio" | 20 febbraio 1983  |         |
| 7  | Durante le vacanze estive Annette e Lucien imparano a fare il formaggio. Una volta tornati a scuola, li attende una sorpresa: un nuovo compagno che parla una lingua diversa. |                   |         |
| 8  | Festa d'Autunno 「秋まつりの日に」 - aki matsurino nichi ni – "Nel giorno della festa d'autunno" | 27 febbraio 1983  |         |
| 8  | A scuola alcuni ragazzi giocano un brutto scherzo a Franz, il nuovo arrivato, coinvolgendo, suo malgrado, anche Lucien. Annette si arrabbia con Lucien, il quale è geloso dell'interesse dell'amica per Franz. Alla festa d'autunno, il formaggio preparato dal padre di Annette vince un premio. |                   |         |
| 9  | L'arrivo del treno 「村に汽車がやって来た」 - mura ni kisha gayatte kita – "Al villaggio è arrivato il treno a vapore" | 6 marzo 1983      |         |
| 9  | Rossinière è in festa per l'imminente arrivo del treno. Tutti sono molto contenti, sia Lucien sia il piccolo Dany (che ormai ha cinque anni) ne restano molto colpiti; Annette, per far felice il fratellino, gli permette di salire sul treno. Improvvisamente il treno parte portando con sé i due bambini. |                   |         |
| 10 | Un viaggio avventuroso 「ふたりの冒険旅行」 - futarino boukenryokou – "Il viaggio avventuroso dei due" | 13 marzo 1983     |         |
| 10 | Pierre e la zia Claude sono preoccupati per la scomparsa di Dany ed Annette, che, invece, si stanno godendo un meraviglioso viaggio in treno. Tornati a casa, Lucien ascolta con invidia i racconti del viaggio di Annette. |                   |         |
| 11 | Il regalo di Natale 「クリスマスの贈り物」 - kurisumasu no okurimono – "Il regalo di Natale" | 20 marzo 1983     |         |
| 11 | È la vigilia di Natale. Dany ha sentito parlare di Babbo Natale che porta i regali ai bambini buoni mettendoli nelle calze appese alla finestra. Ma qualcuno dice a Dany che Babbo Natale non viene in Svizzera e il piccolo ci rimane molto male. Di notte, però, Dany, non visto, esce all'aperto e lascia una sua pantofola pregando Babbo Natale di portargli un regalo... e il suo desiderio verrà esaudito.                                                                                      |                   |         |
| 12 | Accadde nella foresta 「白い森のできごと」 - shiroi mori nodekigoto – "L'incidente alla foresta imbiancata" | 27 marzo 1983     |         |
| 12 | Lucien ed Annette vogliono dare una lezione a due cacciatori che disturbano la tranquillità degli animali della foresta nei pressi di Rossinière, ma si metteranno nei guai. |                   |         |
| 13 | Un problema di cuore 「すれ違うこころ」 - sure chigau kokoro | 3 aprile 1983     |         |
| 13 | Annette sta crescendo e zia Claude vorrebbe che la nipotina acquisisse modi più eleganti e per questo le regala uno specchio da borsa, che la bambina accetta con piacere. Ma Lucien le rompe inavvertitamente lo specchio e i due litigano di nuovo. |                   |         |
| 14 | Un avvenimento terribile 「おそろしい出来事」 - osoroshii dekigoto | 10 aprile 1983    |         |
| 14 | Lucien, Dany e l'ermellino Klaus vanno a pescare insieme, ma tra i bambini scoppia un litigio che termina in tragedia: Klaus, per colpa di Lucien, cade in un burrone e Dany, nel tentativo di salvarlo, precipita anche lui. |                   |         |
| 15 | Sul fondo del precipizio 「ダニーを助けて！」 - dani wo tasuke te ! | 17 aprile 1983    |         |
| 15 | Dany, precipitato in un burrone per colpa di Lucien, viene tratto in salvo da suo padre. Annette non è disposta a perdonare Lucien e lo esclude definitivamente dalla propria vita. |                   |         |
| 16 | Dany in Ospedale 「病院」 - byouin | 24 aprile 1983    |         |
| 16 | Pierre decide di portare Dany in ospedale per assicurarsi che la caduta non gli abbia procurato lesioni. La signora Morel, la madre di Lucien, angosciata per il dolore del figlio, va a trovare la zia Claude, che si mostra molto comprensiva con Lucien. L'unica a non mostrare nessuna volontà di perdono è Annette. |                   |         |
| 17 | Il vecchio della foresta 「森の老人」 - mori no roujin | 1º maggio 1983    |         |
| 17 | Lucien è ossessionato dagli incubi delle sue responsabilità per l'incidente di Dany. Costretto dalla madre e dalla sorella Marie a tornare a scuola, si troverà isolato e respinto dai suoi compagni di classe. Per reagire a questa esclusione che tanto lo addolora, Lucien si aggira per i boschi, dove incontra Pegin, un anziano che vive nella foresta. |                   |         |
| 18 | Le stampelle di Dany 「ダニーの松葉杖」 - dani no matsubadue | 8 maggio 1983     |         |
| 18 | In conseguenza all'incidente, Dany deve servirsi dell'ausilio delle stampelle per poter camminare. Nel frattempo a scuola viene organizzata una gita scolastica: in questa occasione Lucien ed Annette si riavvicineranno. |                   |         |
| 19 | Una diagnosi inattesa 「思いがけない診断」 - omoi gakenai shindan | 15 maggio 1983    |         |
| 19 | Il piccolo Dany impara a camminare con le stampelle, aiutato amorevolmente dalla sorella Annette. Lucien, che ha involontariamente causato l'incidente in cui è rimasto coinvolto Dany, fugge dai pettegolezzi e si rifugia nella foresta dal suo nuovo amico, il vecchio intagliatore di legno Pegin, che gli promette di insegnargli a lavorare il legno. Pierre, intanto, porta Dany dall'ortopedico per una visita e il medico gli annuncia che purtroppo la gamba del figlio non guarirà mai più. |                   |         |
| 20 | L'Arca di Noè 「ノアの方舟」 - noa no hakobune | 22 maggio 1983    |         |
| 20 | Lucien, con l'aiuto di Pegin, prepara un'arca di Noè completa di animali, tutta scolpita nel legno. Felice, la porta a Dany, ma quando scopre che il bambino non guarirà completamente, fugge da Pegin, al quale confessa le sue responsabilità nell'incidente. |                   |         |
| 21 | Il peso del peccato 「罪の重さ」 - tsumi no omosa | 29 maggio 1983    |         |
| 21 | Lucien, sconvolto perché ha saputo che la gamba di Dany non guarirà mai, viene confortato dal suo nuovo amico Pegin. Pierre, intanto, porta il figlio da un altro specialista, che, purtroppo, conferma la versione del medico: Dany dovrà usare sempre le stampelle per camminare. |                   |         |
| 22 | Un tesoro scomparso 「ダニーの宝物」 - dani no takaramono | 5 giugno 1983     |         |
| 22 | Dany trova casualmente l'arca di Noè scolpita da Lucien e gettata via da Annette, spinta ad agire in questo modo a causa del rancore che prova per il ragazzo. Quest'ultimo intanto chiede a Dany perdono per avergli fatto del male e gli rivela di essere stato lui a scolpire l'arca. |                   |         |
| 23 | Una penosa bugia 「悲しい嘘」 - kanashi i usoù | 12 giugno 1983    |         |
| 23 | Marie e la signora Morel esprimono a Pierre il loro dispiacere per quanto accaduto a Dany. Questi, non visto, ascolta la conversazione e scopre così che dovrà camminare per sempre con le stampelle. Finora gli hanno sempre nascosto la verità con una pietosa bugia. |                   |         |
| 24 | Le lacrime di Annette 「アンネットの涙」 - annetto no namida | 19 giugno 1983    |         |
| 24 | Dany, sconvolto dalla notizia che la sua gamba non guarirà mai più, fugge da casa. Si avventura nella foresta e, per inseguire Klaus, cade in una fossa. Solo ed impaurito, invoca aiuto. Pierre ed Annette, preoccupati per la sua scomparsa, vanno a cercarlo. |                   |         |
| 25 | Un indimenticabile pascolo 「おもいでの牧場」 - omoideno bokujou | 26 giugno 1983    |         |
| 25 | È arrivata l'estate e Pierre porta Dany ed Annette a trascorrere le vacanze nella sua baita sui pascoli alpini. Solitamente anche Lucien si univa a loro, ma dato che ora lui ed Annette non si parlano più, Pierre non ha ritenuto opportuno invitare il ragazzo. |                   |         |
| 26 | Pic-nic al lago 「遠い雲 遠い日々」 - tooi kumo tooi hibi | 3 luglio 1983     |         |
| 26 | Annette, Pierre e Dany sono in vacanza nella loro baita di montagna. Un picnic organizzato da alcuni amici potrebbe essere l'occasione per Annette e Lucien di fare pace, ma la ragazza non può dimenticare che l'ex amico è la causa dell'infermità del piccolo Dany. |                   |         |
| 27 | La scalata della montagna 「ニコラス先生の教え子たち」 - nikorasu sensei no oshiego tachi | 17 luglio 1983    |         |
| 27 | Il maestro Nikolas arriva alla baita di montagna; tutti i ragazzi, compreso anche Lucien, lo accompagnano a raccogliere dei fiori. Il gruppo viene sorpreso da una violenta pioggia, a cui fa seguito una fitta nebbia. L'insolita circostanza induce Annette a trovare il coraggio di parlare a Lucien. |                   |         |
| 28 | La mostra scolastica 「展覧会にむけて」 - tenrankai nimukete | 31 luglio 1983    |         |
| 28 | Gli alunni del maestro Nikolas preparano un lavoro che verrà poi esposto alla mostra annuale del villaggio. Lucien, bravissimo nello scolpire il legno, realizza un bellissimo cavallo con l'intenzione di regalarlo poi al povero Dany. Anche Annette dedica il suo lavoro allo sfortunato fratellino. |                   |         |
| 29 | Il sogno infranto 「こわされた夢」 - kowasareta yume | 7 agosto 1983     |         |
| 29 | Annette non riesce proprio a perdonare Lucien e, spinta dall'odio, distrugge la scultura di legno che Lucien avrebbe dovuto esporre alla mostra. Annette vincerà così il primo premio alla mostra, ma non riuscirà a rallegrarsene: la sua coscienza è tormentata dai rimorsi. |                   |         |
| 30 | Le lacrime del rimorso 「後悔の涙」 - koukai no namida | 14 agosto 1983    |         |
| 30 | Annette non si dà pace per avere distrutto la scultura di Lucien e decide di andare dall'amico per chiedergli scusa. Ma il ragazzo è sparito. |                   |         |
| 31 | La scomparsa di Lucien 「峠へつづく道」 - touge hetsuduku michi | 21 agosto 1983    |         |
| 31 | Lucien è scomparso. Annette, in ansia più che mai, si reca da Pegin, il quale le parla del rimorso che Lucien prova per quanto accaduto a Dany. Annette, commossa, capisce che è giunto il momento di perdonare l'amico. |                   |         |
| 32 | Inutili ricerche 「伝えたい真実」 - tsutae tai shinjitsu | 28 agosto 1983    |         |
| 32 | Dopo aver vagato per la foresta ed essersi perso, Lucien trova finalmente la strada per tornare a casa. Tutti lo accolgono con gioia, compresa Annette, ma il ragazzo la evita. |                   |         |
| 33 | Una coraggiosa confessione 「勇気ある告白」 - yuuki aru kokuhaku | 11 settembre 1983 |         |
| 33 | Annette confessa a zia Claude di aver distrutto la scultura che Lucien avrebbe dovuto presentare alla mostra. La zia la rincuora consigliandole comunque di avere al più presto un chiarimento con Lucien. |                   |         |
| 34 | Addio Franz 「さようならフランツ」 - sayounara furantsu | 18 settembre 1983 |         |
| 34 | Annette tenta in tutti i modi di avere un dialogo con Lucien, ma questi si ostina ad evitarla. A scuola, intanto, il maestro Nikolas annuncia la prossima partenza di Franz e della sua famiglia per Losanna. Lucien prepara un regalo per il suo amico: una meravigliosa aquila di legno. |                   |         |
| 35 | Di nuovo amici 「心の扉をひらいて」 - kokoro no tobira wohiraite | 25 settembre 1983 |         |
| 35 | È inverno e il piccolo villaggio di Rossinière è coperto di neve. Klaus, il piccolo ermellino, compagno inseparabile di Dany, scompare. Annette va a cercarlo, si avventura nella foresta, ma viene travolta da una tempesta di neve. Sta per soccombere al freddo e alla paura quando, come per incanto, appare Lucien, che la porta in salvo. Annette gli confessa di essere stata lei a rompere la scultura di legno. Lucien la perdona e i due tornano ad essere buoni amici.                      |                   |         |
| 36 | Tempesta di neve 「よみがえった友情」 - yomigaetta yuujou | 2 ottobre 1983    |         |
| 36 | Annette e Lucien sono tornati amici dopo che il ragazzo le ha salvato la vita. Annette, nonostante gli abbia confessato di essere stata lei a rompere la sua scultura di legno ed abbia ottenuto il perdono dell'amico, non si sente tranquilla e chiede al maestro Nikolas di conferire a Lucien il premio vinto da lei alla mostra. |                   |         |
| 37 | Un libro in due 「二人のたからもの」 - futari notakaramono | 9 ottobre 1983    |         |
| 37 | Come richiesto da Annette, il maestro Nikolas dona a Lucien il premio (un libro) vinto da Annette. Il ragazzo però non vuole accettare questo sacrificio da parte dell'amica e i due, dopo aver litigato di nuovo, trovano un accordo: terranno il libro un mese ciascuno. Lucien fa poi conoscere ad Annette il suo amico Pegin, il vecchio e solitario intagliatore di legno. |                   |         |
| 38 | Una prova di coraggio 「ルシエンの誓い」 - rushien no chikai | 16 ottobre 1983   |         |
| 38 | I bambini di Rossinière si preparano per l'annuale gara di slitta. Anche Dany vi prenderà parte usando una slitta speciale che Lucien ha costruito appositamente per lui. Durante la gara, Dany cade dalla slitta, ma nonostante ciò insiste per portare a termine la gara tra gli applausi del pubblico. |                   |         |
| 39 | A tutti i costi 「吹雪の峠をこえて」 - fubuki no touge wokoete | 23 ottobre 1983   |         |
| 39 | Lucien viene a sapere dalla sorella Marie che a Montreux c'è un bravo medico che forse potrebbe guarire la gamba di Dany. L'intervento è molto costoso, ma Lucien non ha intenzione di farsi sfuggire il medico. Dopo aver racimolato tutti i suoi risparmi e anche quelli di Pegin, parte, all'insaputa di tutti, alla volta di Montreux. Ma durante il viaggio si scatena una terribile tempesta. |                   |         |
| 40 | In nome dell'Amicizia 「立ち上がれ ルシエン」 - tachiaga re rushien | 30 ottobre 1983   |         |
| 40 | Sorpreso da una terribile tempesta, Lucien, sfinito, crolla tra la neve. Nel frattempo Pierre si mette sulle sue tracce, ma il cattivo tempo lo costringe ad interrompere le ricerche. Lucien sta per arrendersi, ma il desiderio di parlare con il dottore di Montreux e quindi di dare a Dany una possibilità di guarigione è più forte di tutto. |                   |         |
| 41 | Una speranza per Dany 「ダニーを診てくれますか」 - dani wo mite kuremasuka | 6 novembre 1983   |         |
| 41 | Dopo mille difficoltà, Lucien raggiunge Montreux. Contatta il dottor Givette e gli racconta di Dany. Il medico accetta di curare Dany ed assieme a Lucien parte per Rossinière. |                   |         |
| 42 | Il segreto di Pegin 「ペギンじいさんの秘密」 - pegin jiisanno himitsu | 13 novembre 1983  |         |
| 42 | Appena tornato a casa, Lucien va a trovare Pegin, che era in ansia per il suo difficile viaggio a Montreux. Mentre i due stanno parlando, sopraggiunge il dottor Givette, che riconosce nel vecchio Pegin il proprio padre, scomparso molti anni prima. Il giorno seguente Annette e Dany partono per Losanna, dove il piccolo Dany verrà operato. |                   |         |
| 43 | Nella grande città 「希望の町 ローザンヌ」 - kibou no machi rozannu | 20 novembre 1983  |         |
| 43 | Annette e Dany giungono a Losanna, dove vengono ospitati dalla famiglia del dottor Givette. La famiglia del dottore accoglie i due bambini con gentilezza, solo Elizabeth, la figlia maggiore di Givette, li tratta con estrema freddezza. Nonostante sia passato poco tempo dal suo arrivo nella grande città, Annette ha già nostalgia di suo padre e di Lucien. |                   |         |
| 44 | La nuova famiglia 「ギベット家のひとびと」 - gibetto ie nohitobito | 27 novembre 1983  |         |
| 44 | Dany viene ricoverato in ospedale in attesa di essere operato alla gamba. Per la prima volta, Annette è divisa dal fratello e si lascia vincere dallo sconforto e dalla nostalgia per la sua famiglia tanto lontana. La freddezza di Elizabeth non l'aiuta in questa difficile situazione, ma la signora Givette è sempre pronta a donare ad Annette un sorriso e una parola gentile. |                   |         |
| 45 | Il giorno dell'operazione 「手術の日」 - shujutsu no nichi | 4 dicembre 1983   |         |
| 45 | Dany è in ospedale ed Annette lo accudisce. La ragazza è terribilmente preoccupata, ma il dottor Givette la tranquillizza. Alla fine Dany viene operato; l'intervento riesce alla perfezione e il bambino sarà definitivamente libero dal terribile incubo di una invalidità permanente. |                   |         |
| 46 | Un incontro inaspettato 「再会」 - saikai | 11 dicembre 1983  |         |
| 46 | In ospedale a Losanna, Annette riceve l'inaspettata e gradita visita di Franz, il suo ex compagno di scuola che si è trasferito a vivere in città. Franz accompagna Annette a visitare Losanna. |                   |         |
| 47 | Ritorno a casa 「輝く光の中で」 - kagayaku hikari no naka de | 18 dicembre 1983  |         |
| 47 | Sono trascorsi due mesi da quando Annette e Dany sono partiti da Rossinière. Pierre e Lucien li vanno a trovare e vengono accolti con gioia dall'intera famiglia Givette. Quando il dottore toglie l'ingessatura dalla gamba di Dany e constata la guarigione del bambino, la gioia di tutti è grande. Poche settimane dopo, Annette e Dany fanno finalmente ritorno a casa. |                   |         |
| 48 | Verso una nuova vita 「友情よ 永遠に」 - yuujou yo eien ni | 25 dicembre 1983  |         |
| 48 | Dany, perfettamente guarito, torna a Rossinière, dove tutti lo accolgono con gioia. Pochi giorni dopo Marie, la sorella di Lucien, si sposa. Passano alcuni mesi. Lucien, Annette ed i loro compagni stanno per diplomarsi. Tutti sono emozionati, ma anche un po' tristi perché ognuno prenderà strade diverse e molti lasceranno Rossinière, ma con la promessa di restare sempre amici. |                   |         |

## Edizioni internazionali

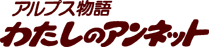
Il logo originale dell'anime

La serie TV è stata seguita in numerosi paesi ed ha avuto edizioni in diverse lingue:
- Arabo: چیرۆکه‌کانی سۆزی
- Farsi: بچه های کوه آلپ
- Francese: Dans les Alpes avec Annette
- Giapponese: アルプス物語 わたしのアンネット
- Italiano: Sui monti con Annette
- Polacco: Anette
- Spagnolo: Las montañas de Ana
- Tedesco: Die Kinder vom Berghof